# Ectromachernes rhodesiacus
Ectromachernes rhodesiacus är en spindeldjursart som beskrevs av Beier 1964. Ectromachernes rhodesiacus ingår i släktet Ectromachernes och familjen Withiidae. Inga underarter finns listade i Catalogue of Life.